# Josipina Turnograjska
Josipina Turnograjska (nata Urbančič; Preddvor, 9 luglio 1833 – Graz, 1º giugno 1854) è stata una scrittrice slovena.

## Biografia
Turnograjska nacque da Janez Nepomuk Urbančič, proprietario del castello di Turn, edificio che avrebbe ispirato la giovane nello scegliere lo pseudonimo di Turnograjska. Rimasta orfana in tenera età, fu cresciuta da sua madre, che le diede la possibilità di studiare privatamente l'italiano e il latino. Oltre a queste lingue conosceva anche il tedesco, le lingue slave e il greco antico.
Ispirata dal suo maestro Lovro Pintar, Turnograjska si interessò all'illirismo, un adattamento del panslavismo di Ján Kollár. Esordì nel genere della povestica (racconti brevi) con Nedolžnost in sila (1851), pubblicato sulla rivista Slovenska bčela e incentrato sull'amore non corrisposto tra un conte già sposato e una giovane fanciulla innocente. A Graz scrisse 4 poesie e 38 storie, di cui solo 8 furono pubblicate prima della sua morte. I suoi personaggi riflettono il sentimento nazionalista sloveno e panslavo in generale. In particolare, i personaggi femminili sono accuratamente storicizzati in un contesto che vede la lotta tra cristiani slavi e invasori turchi musulmani, un tema che ricorre anche nell'opera Svobodoljubna Slavljanka.
Turnograjska morì nel 1854 per complicazioni dovute a un parto prematuro.

## Opere

### Racconti
- Boris, Zora 1852
- Carigrajski Patriarh, Slovenec 1851
- Cesar v Ljubljani, 1850
- Domoljubje, 1850
- Donava, 1854
- Hoja iz Preddvora na Turn, 1850
- Izdajstvo in sprava, Slovenska bčela 1851
- Jelen, 1850
- Kakor bo božja volja, tako pa bo, 1850
- Katarina, ruska carica
- Lep izgled ljubezni do sovražnikov, 1850
- Marula,1851, Vodnikov spomenik 1859
- Moč vesti, 1851
- Na grobu Prešerna, 1851
- Nedolžnost in sila, Slovenska bčela 1851
- Nepoznani dvobojnik, 1851
- Nesrečen prepir, 1850
- Nikola Zrinji, največji slavjanski vojak, 1851
- Očetova kletev, 1850
- Petelin, 1850
- Poljski rodoljub, 1850
- Pomlad
- Popotnik, 1850
- Povračilo, 1850
- Razvaline Pustiga grada, 1850
- Rožmanova Lenčica, Zora 1852
- Slavljanski mučenik, Slovenska bčela 1851
- Sodba Bretislavova, 1850
- Spitignejev in udova, 1851
- Sprava, 1850
- Svatoboj puščavnik, Slovenska bčela 1851
- Svoboda, 1850
- Svobodoljubna Slavjanka, 1850
- Trdoslav, Zora 1852
- Vilica, 1851
- Vojvoda Ferdinand Brannšveigovski in francozki v vojski vjeti oficirji, 1850
- Zvestoba do smrti, Slovenska bčela 1851

### Poesie
- Zmiraj krasna je narava
- Noč na grobu
- Smereka